# 1993-as Formula–1 dél-afrikai nagydíj
A dél-afrikai nagydíj volt az 1993-as Formula–1 világbajnokság szezonnyitó futama.

## Futam
Az évadnyitó dél-afrikai nagydíjon Prost szerezte meg a pole-t Senna, Schumacher és Hill előtt.
Prost rosszul rajtolt, ezért Senna és Hill (aki lehagyta Schumachert a rajtnál) is megelőzte. Hill később kicsúszott és a mezőny végére esett vissza. Prost a 13. körben megelőzte Schumachert a második helyért, majd öt körrel később Sennát is támadta az első kanyarban, de Senna kivédte, a belső ívre húzódott. Ennek ellenére Senna nem tudta hosszú ideig megtartani pozícióját, Prost a 25. körben ebben a kanyarban megelőzte a brazilt. Bár ezután Schumacher is megelőzte, a boxkiállásoknál Senna a német elé tért vissza. Schumacher nem elégedett meg a harmadik hellyel, ezért a 40. körben megpróbálta megelőzni a brazilt, de kissé összeértek, Schumacher pedig kicsúszott és kiesett. Ezután Patrese haladt a harmadik helyen, de a 47. körben kicsúszás miatt kiesett. Prost győzött Senna, Mark Blundell (Ligier) és Christian Fittipaldi (Minardi) előtt.
| Helyezés | #  | Versenyző            | Csapat/Motor          | Körök | Idő/Kiesés oka    | Rajthely | Pontszám |
| -------- | -- | -------------------- | --------------------- | ----- | ----------------- | -------- | -------- |
| 1        | 2  | Alain Prost          | Williams-Renault      | 72    | 1:38:45,082       | 1        | 10       |
| 2        | 8  | Ayrton Senna         | McLaren-Ford          | 72    | +1:19,824         | 2        | 6        |
| 3        | 26 | Mark Blundell        | Ligier-Renault        | 71    | +1 kör            | 8        | 4        |
| 4        | 23 | Christian Fittipaldi | Minardi-Ford          | 71    | +1 kör            | 13       | 3        |
| 5        | 30 | Jyrki Järvilehto     | Sauber                | 70    | +2 kör            | 6        | 2        |
| 6        | 28 | Gerhard Berger       | Ferrari               | 69*   | Motorhiba         | 15       | 1        |
| 7        | 9  | Derek Warwick        | Footwork-Mugen-Honda  | 69*   | Kicsúszás         | 22       |          |
| Kiesett  | 25 | Martin Brundle       | Ligier-Renault        | 57    | Kicsúszás         | 12       |          |
| Kiesett  | 21 | Michele Alboreto     | Lola-Ferrari          | 55    | Motortúlmelegedés | 21       |          |
| Kiesett  | 20 | Érik Comas           | Larrousse-Lamborghini | 51    | Motorhiba         | 19       |          |
| Kiesett  | 6  | Riccardo Patrese     | Benetton-Ford         | 46    | Kicsúszás         | 7        |          |
| Kiesett  | 5  | Michael Schumacher   | Benetton-Ford         | 39    | Kicsúszás         | 3        |          |
| Kiesett  | 12 | Johnny Herbert       | Lotus-Ford            | 38    | Üzemanyagrendszer | 17       |          |
| Kiesett  | 29 | Karl Wendlinger      | Sauber                | 33    | Motorhiba         | 10       |          |
| Kiesett  | 14 | Rubens Barrichello   | Jordan-Hart           | 31    | Váltó             | 14       |          |
| Kiesett  | 27 | Jean Alesi           | Ferrari               | 30    | Felfüggesztés     | 5        |          |
| Kiesett  | 19 | Philippe Alliot      | Larrousse-Lamborghini | 27    | Kicsúszás         | 11       |          |
| Kiesett  | 24 | Fabrizio Barbazza    | Minardi-Ford          | 21    | Ütközés           | 24       |          |
| Kiesett  | 10 | Szuzuki Aguri        | Footwork-Mugen-Honda  | 21    | Ütközés           | 20       |          |
| Kiesett  | 22 | Luca Badoer          | Lola-Ferrari          | 20    | Váltó             | 26       |          |
| Kiesett  | 0  | Damon Hill           | Williams-Renault      | 16    | Ütközés           | 4        |          |
| Kiesett  | 11 | Alessandro Zanardi   | Lotus-Ford            | 16    | Ütközés           | 7        |          |
| Kiesett  | 7  | Michael Andretti     | McLaren-Ford          | 4     | Baleset           | 9        |          |
| Kiesett  | 15 | Ivan Capelli         | Jordan-Hart           | 2     | Kicsúszás         | 18       |          |
| Kiesett  | 3  | Katajama Ukjó        | Tyrrell-Yamaha        | 1     | Váltó             | 21       |          |
| Kiesett  | 4  | Andrea de Cesaris    | Tyrrell-Yamaha        | 0     | Váltó             | 23       |          |

A *-gal jelölt versenyzők nem értek célba, de teljesítették a táv 90%-át, ezért helyezettek lehettek és pontot kaphattak.

## A világbajnokság élmezőnyének állása a verseny után
| H  | Versenyzők           | Pont | H  | Konstruktőrök    | Pont |
| -- | -------------------- | ---- | -- | ---------------- | ---- |
| 1. | Alain Prost          | 10   | 1. | Williams-Renault | 10   |
| 2. | Ayrton Senna         | 6    | 2. | McLaren-Ford     | 6    |
| 3. | Mark Blundell        | 4    | 3. | Ligier-Renault   | 4    |
| 4. | Christian Fittipaldi | 3    | 4. | Minardi-Ford     | 3    |
| 5. | Jyrki Järvilehto     | 2    | 5. | Sauber           | 2    |

## Statisztikák
Vezető helyen:
- Ayrton Senna: 23 (1-23)
- Alain Prost: 49 (24-72)

Alain Prost 45. (R) győzelme, 21. pole-pozíciója, 36. (R) leggyorsabb köre, 7. mesterhármasa (gy, pp, lk)
- Williams 62. győzelme.

Rubens Barrichello és Luca Badoer első versenye.